# Яснополянский сельсовет (Ставропольский край)
Яснополянский сельсовет — упразднённое муниципальное образование в составе Предгорного района Ставропольского края России.
Административный центр — посёлок Ясная Поляна.

## География
Яснополянский сельсовет расположен в южной части Ставропольского края, в составе Предгорного района входит в особо-охраняемый эколого-курортный регион Российской Федерации — Кавказские Минеральные Воды. На его территории протекают реки Большой и Малый Ессентучок.
Общая площадь административной территории — 160,1 га.
Сельсовет граничит с городом Ессентуки, посёлком Мирный и станицей Боргустанской. А также с Тельмановским и Подкумским сельсоветами Предгорного района Ставропольского края.

## История
С 16 марта 2020 года, в соответствии с Законом Ставропольского края от 31 января 2020 г. № 12-кз, все муниципальные образования Предгорного муниципального района были преобразованы путём их объединения в единое муниципальное образование Предгорный муниципальный округ.

## Население
| 1989  | 2002  | 2010  | 2011  | 2012  | 2013  | 2014  |
| ----- | ----- | ----- | ----- | ----- | ----- | ----- |
| 4179  | ↗5008 | ↗5102 | ↗5104 | ↗5132 | ↗5158 | ↘5105 |
| 2015  | 2016  | 2017  | 2018  | 2019  | 2020  |       |
| ↘5084 | ↗5086 | ↘5067 | ↘5059 | ↘4974 | ↘4917 |       |

## Административное деление
В состав Яснополянского сельсовета входят:
- посёлок Ясная Поляна.
- посёлок Боргустанские Горы.

## Местное самоуправление
Представительным органом является Совет депутатов Яснополянского сельсовета, который состоит из 10 депутатов, избираемых на муниципальных выборах по одномандатным избирательным округам.